# Esteller
Esteller è un comune del Venezuela situato nello Stato di Portuguesa.
Il capoluogo del comune è la città di Píritu.